# Премія імені Петра Артеменка
Полтавська обласна комсомольська премія імені Петра Артеменка — мистецька премія, встановлена Полтавським обкомом комсомолу 1967 року. Премія вручалася до 1990 року.
Премія заснована для вшанування пам'яті про Петра Артеменка — українського поета і перекладача, підпільника, страченого нацистами у 1942 році.
З 1967 року присуджувалася щорічно 29 жовтня — у день народження комсомолу.
1972 затверджено нове «Положення про обласну комсомолу премію ім. П. Артеменка…», згідно з яким премія присуджувалася один раз у два роки за найкращі твори в галузі:
1. літератури, журналістики, публіцистики
2. театрального мистецтва й кіномистецтва, музики
3. живопису
4. за розвиток художньої самодіяльності

Премією відзначалися найкращі твори літератури і мистецтва переважно місцевих авторів.
Звання лауреата премії одержали:
- письменники Олександр Білан, Леонід Вернигора, Лідія Віценя, Федір Гарін, Михайло Казидуб, Василь Лис, Іван Моцар, Андрій Нанкевич Тарас Нікітін, Людмила Овдієнко, Надія Хоменко, Олександр Чуча, Михайло Шевченко, Олекса Ющенко;
- художники Володимир Білоус, Володимир Бокань, Валерій Мозок, Микола Підгорний;
- актори Юрій Попов;
- режисери Емілія Болотна, Борис Прокопович Віталій Кашперський;
- композитори Олександр Білаш, Олексій Чухрай,
- журналісти Ганна Антипович, Григорій Барвінок, Ганна Волкова, Леонід Думенко, Лев Євселевський, Василь Котляр, Павло Пустовіт, Федір Тютюнник, Павло Христич;
- ансамбль пісні і танцю Полтавського міського будинку культури, самодіяльний ансамбль пісні і ганцю «Горлиця» Палацу культури бавовнопрядильної фабрикики, жіночий вокальний ансамбль «Лубенна» Лубенського Будинку культури, Український народний хор «Калина» Полтавського державного педагогічного інституту ім. В. Г. Короленка та інші.